# Колуса (город)
Колу́са (англ. Colusa) — город в штате Калифорния, США, административный центр округа Колуса. В 2010 году в городе проживал 5971 человек.

## Географическое положение
Колуса находится на севере штата Калифорния, на реке Сакраменто. По данным Бюро переписи населения США, имеет общую площадь в 4,8 квадратных километра. В 13 км расположен национальный резерват дикой природы Колуса. В 4,8 км расположен гражданский аэропорт Колуса.

### Климат
По классификации климатов Кёппена, климат Колузы относится к средиземноморскому климату. Среднее годовое количество осадков — 411,5 мм. Средняя температура в году — 16,3 °C, самый тёплый месяц — июль (средняя температура 25,1 °C), самый холодный — январь (средняя температура 7,4 °C).

## История
Название города Колуса произошло от имени индейского племени кору, которое проживало на западном берегу реки Сакраменто. В 1840-х годах французские исследователи нашли племя и начали назвать индейцев «Колус» из-за ошибки произношения. Культура племени была простой, они были достаточно миролюбивы, собирали орехи, ягоды и коренья, рыбачили.
В 1850 году Чарльз Семпл купил ранчо Колус на мексиканской земле, а затем он основал город под именем Колуси. Первое почтовое отделение открылось в 1851 году. По решению легислатуры Калифорнии город (и округ) были переименованы в Колуса в 1854 году. Город расширялся из-за своего выгодного местоположения на железной дороге. Он был инкорпорирован в 1868 году.

## Население
По данным переписи 2010 года, население Колузы составляло 5971 человек (из них 50,0 % мужчин и 50,0 % женщин), 2142 домашних хозяйств и 1505 семей. Расовый состав: белые — 66,1 %, коренные американцы — 1,8 %, афроамериканцы — 0,9 %, представители двух и более рас — 4,2 %. 52,4 % населения города — латиноамериканцы (49,7 % мексиканцев).
Из 2142 домашних хозяйств 50,4 % представляли собой совместно проживающие супружеские пары (24,5 % с детьми младше 18 лет), в 13,5 % семей женщины проживали без мужей, в 6,3 % семей мужчины проживали без жён, 29,7 % не имели семьи. В среднем домашнее хозяйство ведут 2,76 человек, а средний размер семьи — 3,35 человека.
Население города по возрастному диапазону по данным переписи 2010 года распределилось следующим образом: 30,0 % — жители младше 18 лет, 3,5 % — между 18 и 21 годами, 54,8 % — от 21 до 65 лет и 11,7 % — в возрасте 65 лет и старше. Средний возраст населения — 33,5 года.
В 2014 году медианный доход на семью оценивался в 50 515 $, на домашнее хозяйство — в 45 959 $. Доход на душу населения — 22 606 $.
Динамика численности населения:
|  |